# Relations industrielles
Les relations industrielles (ou parfois « relations professionnelles ») désignent la discipline qui étudie les phénomènes du monde du travail. Les fonctions propres au champ des relations industrielles sont: les relations de travail, la gestion des ressources humaines, les politiques publiques de l'emploi et la santé et sécurité du travail.Mais on ne doit pas confondre << Relations Industrielles >> et << Gestion des Ressources Humaines >> car les relations industrielles consistent à établir des relations entre les parties prenantes , tandis que la gestion des ressources humaines essaye d'utiliser des ressources humaines pour atteindre les buts et objectifs de l'organisation , dans un domaine organisationnel .
Les fonctions des relations industrielles sont susceptibles d'être exercées tant à l'intérieur des syndicats ouvriers que patronaux, que dans les entreprises, privées ou publiques, de production de biens ou de services, ou encore au sein de divers organismes et services gouvernementaux responsables de l'élaboration et de l'administration des politiques publiques en matière de travail.

## Les deux aspects des relations du travail
Les relations industrielles, vues comme relations du travail, présentent deux aspects différents, mais intimement liés:
1. D'abord, les relations de marché, justification première du syndicalisme, de caractère économique, qui légitiment l'activité syndicale en tant que défense nécessaire des intérêts des travailleurs sur le marché du travail. Défense collective, structurée autour du concept-couple conflit collectif-négociation collective, pour la protection du travailleur se trouvant en situation d'infériorité par la relation de subordination qui le lie à l'employeur moyennant un contrat (individuel) de travail.
Ce type de rapports est encore vu de nos jours, par certains observateurs, comme étant primordial, soit, selon les uns, parce que salaires et traitements n'ont pas encore obtenu la part qui leur revient dans le revenu national d'autant, à travers des positions « monétaristes », que le coût du travail ne saurait figurer parmi les causes fondamentales de l'inflation, faut-il poussé par le haut par des syndicats combatifs et puissants soit, selon d'autres, parce que le coût progressif de la main-d'œuvre est le moteur principal de l'inflation et justifie une politique de revenus vigilante.
Et le débat entre « monétaristes » et « keynésiens » autour des conséquences inflationnistes du coût de la main-d'œuvre se trouve au centre du débat qui s'est instauré dans nombre de pays autour du bien fondé de leurs politiques économiques respectives.
2. Ensuite, les relations managériales, ainsi que les appelle Alan Fox , ou organisationnelles, selon Giovanni Costa , lesquelles concernent l'exercice de l'autorité des chefs d'entreprise, attribuant aux syndicats, outre le souci d'agrandir la part de chaque travailleur, le droit d'exercer une influence sur le processus de prise de décisions. Les syndicats, en pénétrant dans le champ des prérogatives managériales - pour la plupart des pays industrialisés d'Occident sans se substituer aux chefs d'entreprise, mais en essayant d'infléchir leur action dans le sens souhaité - privilégient l'aspect organisationnel de l'autorité, avec une vue particulière sur l'organisation du travail . Les relations organisationnelles ou managériales sont, ainsi, de caractère politique.

## Institutionnalisation
Les relations professionnelles se sont développées dans le contexte du remplacement graduel du système de production artisanal en Europe par le mode de production capitaliste à partir du XVIIIe siècle. Selon les économistes classiques tel Adam Smith, le travail devait être considéré comme un bien soumis aux lois de l'offre et de la demande et que les intérêts à long terme des travailleurs sont protégés par la main invisible plutôt que par l'action syndicale. Au milieu du XIXe siècle, Karl Marx considère au contraire que les travailleurs n'ont pas à supporter les conséquences funestes de l'économie de marché et va même jusqu'à prédire que la souffrance engendrée conduiront à une prise de conscience des ouvriers et au renversement du système capitaliste. Vers la fin du XIXe siècle, les économistes Sidney et Béatrice Webb affirment que le travail n'est pas un bien comme les autres: ils sont les premiers à formuler une théorie du syndicalisme et du pouvoir de négociation des travailleurs et des employeurs. Vers le début du XXe siècle, Richard T. Ely et John Rogers Commons, précurseurs des relations industrielles en Amérique du Nord, réclament des gouvernements des lois autorisant les syndicats, le salaire minimum, le travail des enfants, etc. De telles mesures ne seront réellement adoptées qu'après la crise économique des années 1930, sous l'impulsion des travaux de John Maynard Keynes qui démontrera qu'un marché peut atteindre une position d'équilibre de sous-emploi en dépit d'un grand nombre de chômeurs et d'équipement industriel inutilisé.
Le terme ne fera son entrée dans la terminologie anglo-saxonne qu'en 1885 et institutionnalisé qu'en 1924 avec la création d'un département de relations industrielles au sein du ministère du Travail au Royaume-Uni. L'agitation syndicale du début du XXe ayant capté l'attention des intellectuels américains et britanniques, les industrial relations deviendront l'objet d'étude scientifique de même qu'une discipline universitaire reconnue à part entière et ce, alors qu'en Europe, ce domaine n'était encore étudié que par les sociologues, politologues et économistes.
Ralf Dahrendorf est celui qui va introduire le terme dans le monde germanophone en 1956 avec sa publication Industrie- und Betriebssoziologie.  Il l'a vu comme un "niveau intermédiaire de médiation entre les entrepreneurs et les travailleurs".  Walther Müller-Jentsch a plus tard fait référence au terme comme un domaine de recherche interdisciplinaire,  après avoir publié le premier manuel allemand pour ce domaine en 1986 avec le titre Sociologie des relations industrielles .
Aux États-Unis, le premier cours de relations de travail a été donné à l'Université du Wisconsin en 1920 alors qu'au Royaume-Uni, ce sera John Hicks qui donnera les premiers cours sur le sujet au début des années 1930. L'entrée en scène des relations industrielles dans le monde académique français peut être situé en 1946 avec la publication de Problèmes humains du machinisme industriel de Georges Friedmann, même si l'ouvrage concerne davantage la sociologie du travail que les relations industrielles tel qu'on l'entendait dans les pays anglophones. De plus, le terme « relations industrielles » n'est utilisé dans des travaux français qu'à partir des années 1970. Dimitri Weiss publie un ouvrage sur les relations industrielles ou il explique comment se developpe ce nouveau concept.

## Approches théoriques
Les cadres de références en relations industrielles renvoient à trois visions du monde, soit l'unitarisme, le pluralisme et le radicalisme (ou marxisme). L'unitarisme postule une source unique d'autorité et nie les différences d'intérêts entre travailleurs, détenteurs de capitaux, gestionnaires, etc., tous travaillant dans la même direction. Dans cette perspective, le syndicalisme est donc vu comme inutile voire nuisible car la loyauté des employés à leur entreprise est considérée comme acquise.
Contrairement au paradigme unitariste, le cadre pluraliste repose sur le constat que des mécanismes régulateurs doivent harmoniser les différences d'intérêts que des groupes peuvent avoir au sein d'une entreprise. Le syndicalisme est ainsi vu comme sain puisqu'il est l'expression légitime des intérêts d'un groupe et permet de rétablir les pouvoirs au sein de l'entreprise.
Dans l'approche radicale, le conflit entre classes ouvrières et dirigeantes est inévitable étant donné l'asymétrie et l'inégalité engendrée par la nature même du capitalisme.